# Строганівська сільська рада
Строга́нівська сільська́ ра́да — адміністративно-територіальна одиниця та орган місцевого самоврядування в Чаплинському районі Херсонської області. Адміністративний центр — село Строганівка.

## Загальні відомості
Строганівська сільська рада утворена в 1922 році.
- Територія ради: 70 км²
- Населення ради: 1 435 осіб (станом на 2001 рік)

## Населені пункти
Сільській раді підпорядковані населені пункти:
- с. Строганівка

## Склад ради
Рада складається з 16 депутатів та голови.
- Голова ради: Загороднюк Світлана Володимирівна
- Секретар ради: Коваленко Тетяна Вікторівна

### Керівний склад попередніх скликань
| Прізвище, ім'я, по батькові        | Основні відомості                                                                     | Дата обрання | Дата звільнення |
| ---------------------------------- | ------------------------------------------------------------------------------------- | ------------ | --------------- |
| Завгороднюк Світлана Володимирівна | Сільський голова, 1962 року народження, позапартійна                                  | 26.03.2006   | 31.10.2010      |
| Загороднюк Світлана Володимирівна  | Сільський голова, 1962 року народження, освіта незакінчена вища, член Партії регіонів | 31.10.2010   |                 |

Примітка: таблиця складена за даними сайту Верховної Ради України

### Депутати
За результатами місцевих виборів 2010 року депутатами ради стали:

#### За суб'єктами висування
| Суб'єкт висування                                       | Кількість обраних депутатів | %    |
| ------------------------------------------------------- | --------------------------- | ---- |
| Політична партія Всеукраїнське об'єднання «Батьківщина» | 6                           | 37,5 |
| Партія регіонів                                         | 5                           | 31,3 |
| Комуністична партія України                             | 4                           | 25   |
| Політична партія «Сильна Україна»                       | 1                           | 6,3  |

#### За округами
| № округу                                                | Прізвище, ім'я, по батькові      | Дата визнання обраним | Освіта  | Партійна приналежність                        | Відомості про обраного депутата                   |
| ------------------------------------------------------- | -------------------------------- | --------------------- | ------- | --------------------------------------------- | ------------------------------------------------- |
| Комуністична партія України                             |                                  |                       |         |                                               |                                                   |
| 10                                                      | Заводняя Світлана Олександрівна  | 02.11.2010            | середня | член Комуністичної партії України             | Строганівська загальноосвітня школа, медпрацівник |
| 13                                                      | Гіс Олег Дмитрович               | 02.11.2010            | середня | член Комуністичної партії України             | Строганівська загальноосвітня школа, робітник     |
| 14                                                      | Ніколаєва Наталя Леонідівна      | 02.11.2010            | середня | член Комуністичної партії України             | Строганівський дитячий садок, зав.ідуюча          |
| 15                                                      | Білоусов Михайло Серафимович     | 02.11.2010            | середня | член Комуністичної партії України             | Чаплинський район електромереж, електромонтер     |
| Партія регіонів                                         |                                  |                       |         |                                               |                                                   |
| 3                                                       | Колісніченко Світлана Федорівна  | 02.11.2010            | середня | член Партії регіонів                          | тимчасово не працює                               |
| 9                                                       | Кобилинська Марія Миколаївна     | 02.11.2010            | вища    | член Партії регіонів                          | Строганівська загальноосвітня школа, вчитель      |
| 11                                                      | Загороднюк Віталій Олександрович | 02.11.2010            | середня | член Партії регіонів                          | приватний підприємець                             |
| 12                                                      | Єрохін Олександр Іванович        | 02.11.2010            | середня | член Партії регіонів                          | Строганівська сільська рада, культорганізатор     |
| 16                                                      | Перерва Олександр Дмитрович      | 02.11.2010            | вища    | член Партії регіонів                          | Строганівська дільнична лікарня, головний лікар   |
| Політична партія Всеукраїнське об'єднання «Батьківщина» |                                  |                       |         |                                               |                                                   |
| 1                                                       | Коваленко Алла Василівна         | 02.11.2010            | вища    | член Всеукраїнського об'єднання «Батьківщина» | Іванівська загальноосвітня школа, вчитель         |
| 2                                                       | Коваленко Тетяна Вікторівна      | 02.11.2010            | середня | член Всеукраїнського об'єднання «Батьківщина» | Строганівська сільська рада, секретар             |
| 4                                                       | Горлінська Оксана Остапівна      | 02.11.2010            | середня | член Всеукраїнського об'єднання «Батьківщина» | Строганіське відділення зв'язку, поштарка         |
| 5                                                       | Іванов Сергій Іванович           | 02.11.2010            | середня | член Всеукраїнського об'єднання «Батьківщина» | тимчасово не працює                               |
| 6                                                       | Андрушко Анжела Сергіївна        | 02.11.2010            | вища    | член Всеукраїнського об'єднання «Батьківщина» | Строганівська загальноосвітня школа, вчитель      |
| 7                                                       | Глєбова Лариса Олександрівна     | 02.11.2010            | середня | член Всеукраїнського об'єднання «Батьківщина» | Строганівська сільська рада, техпрацівник         |
| Політична партія «Сильна Україна»                       |                                  |                       |         |                                               |                                                   |
| 8                                                       | Богачевська Лідія Романівна      | 02.11.2010            | середня | член Політичної партії «Сильна Україна»       | фермерське господарство «Магія», бухгалтер        |

## Населення
Згідно з переписом УРСР 1989 року чисельність наявного населення сільської ради становила 1500 осіб, з яких 701 чоловік та 799 жінок.
За переписом населення України 2001 року в сільській раді мешкали 1434 особи.

### Мова
Розподіл населення за рідною мовою за даними перепису 2001 року:
| Мова       | Відсоток |
| ---------- | -------- |
| українська | 81,60 %  |
| російська  | 5,02 %   |
| вірменська | 0,42 %   |
| білоруська | 0,35 %   |
| молдовська | 0,07 %   |
| інші       | 12,54 %  |